# سؤال مين 1 (2014)
سؤال مين 1 لعام 2014 هو «قانون لحظر استخدام الكلاب أو الطعم أو الفخاخ عند صيد الدببة إلا في ظل ظروف معينة»، كان إجراء استفتاء بدأه المواطنون في ولاية مين، والذي تم التصويت عليه في الانتخابات العامة في 4 نوفمبر 2014. بصفتها الهيئة التشريعية في ولاية مين رفض العمل على النظام الأساسي المقترح، تم وضعه تلقائيًا على بطاقة الاقتراع. وقد تم رفض الاقتراح بأغلبية 320.873 صوتا بـ «لا» مقابل 279.617 صوتا بـ «نعم».